# Thorpe Hamlet
Thorpe Hamlet – osada w Anglii, w Norfolk, w dystrykcie Norwich. W 2011 miejscowość liczyła 10 557 mieszkańców.